# Sacchetti (famiglia)

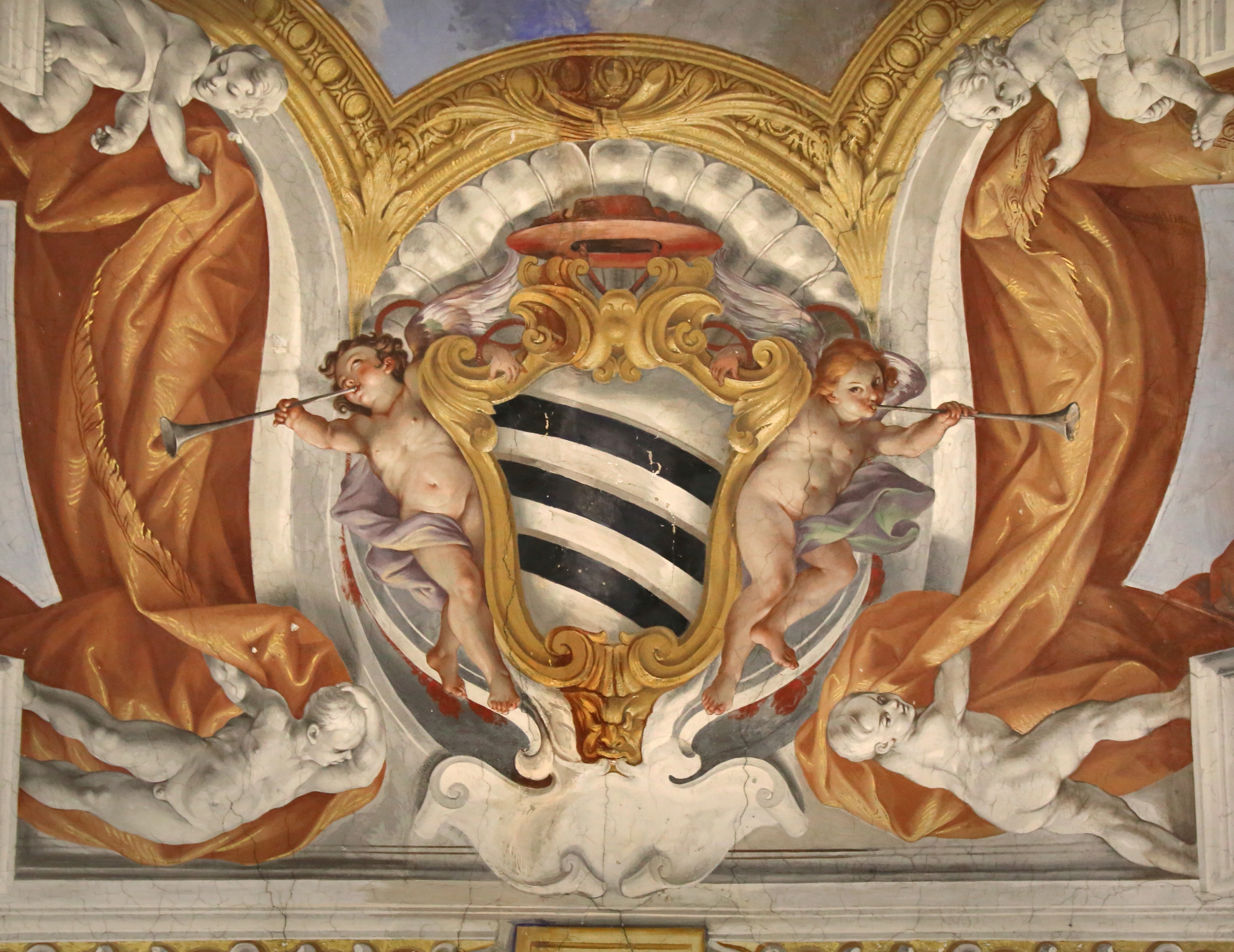
Lo stemma di Casa Sacchetti in un affresco di Giuseppe Passeri del 1683 situato all'interno del coro dei canonici del Duomo di Viterbo

I Sacchetti sono un'antica famiglia nobile fiorentina, nota almeno dal XIII secolo e forse anche sin dall'XI, con un Isacco o Isacchetto che dette il nome al casato, citato nel XVI canto (v. 104) del Paradiso di Dante Alighieri. Accumulò ingenti ricchezze con la mercatura e l'attività bancaria, ricoprendo varie cariche nella città di origine. In seguito la famiglia si trasferì a Roma, dove ottenne prestigio nobiliare e grande ricchezza.

## Storia

### Origini
Di parte guelfa, le prime notizie sulla famiglia risalgono agli inizi del Duecento. Abitarono nella torre dei Sacchetti, tuttora esistente seppure scapitozzata, e fu loro esponente il novelliere Franco Sacchetti, autore del Trecentonovelle. Dopo il trionfo dei guelfi, seguito alla battaglia di Benevento (1266), alcuni suoi componenti ricoprirono incarichi importanti per la Repubblica Fiorentina come quello di priore e gonfaloniere.

### A Roma
Ostili ai Medici nel XVI secolo, all'instaurazione del principato mediceo furono costretti, con Giovanni Battista, a lasciare le loro case e a esulare a Roma negli anni settanta di quel secolo. Qui, aderendo al papato, la famiglia Sacchetti acquisì prestigio e potenza, entrando a far parte della nazione fiorentina, ben rappresentata da orefici e soprattutto da banchieri - come appunto Giovanni Battista, che sposò nel 1579 Francesca Altoviti, da cui ebbe G. Francesco, commissario pontificio nella Valtellina, Alessandro, commissario generale dell'armata pontificia contro i veneziani e Giulio, nunzio in Spagna e cardinale nel 1623. I Sacchetti s'insediarono in gran parte nel Rione Ponte nelle vicinanze della loro chiesa nazionale, la basilica di San Giovanni dei Fiorentini, dove la famiglia eresse la propria cappella gentilizia.

### Marchesi di Castelromano

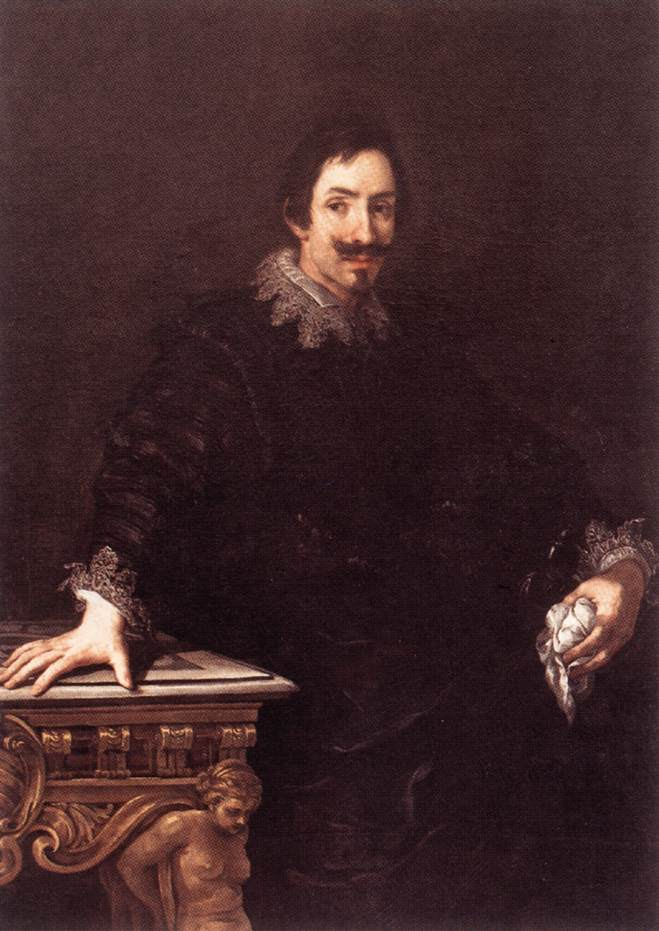
Marcello Sacchetti, fratello di Giovanni Battista Sacchetti, II marchese di Castel Rigattini. Dipinto di Pietro da Cortona

Nel 1648 i Sacchetti acquistarono dagli Acquaviva il palazzo in via Giulia che da loro prese il nome. Qui raccolsero circa 700 pezzi tra reperti archeologici e soprattutto quadri, 187 dei quali vennero acquistati da papa Benedetto XIV nel 1748, andando a costituire il primo nucleo della Pinacoteca dei Musei Capitolini. Acquistarono altre proprietà già dal XVI secolo, come il Pigneto detto dei Sacchetti, Castel Fusano che poi vendettero ai Chigi, dove dal 1620 fecero costruire ed affrescare la villa di campagna da Pietro da Cortona, che divenne l'architetto di famiglia. I Sacchetti godettero del feudo di Castel Romano, con titolo di marchesato.
Si ricordano nella famiglia i cardinali Giulio e Urbano, che fu vescovo di Viterbo nel 1680. G. Francesco, Alessandro e Matteo furono ascritti al patriziato di Ferrara nel 1631 ed ebbero dal papa il titolo di marchese nel 1632.

### Marchesi di Baldacchino

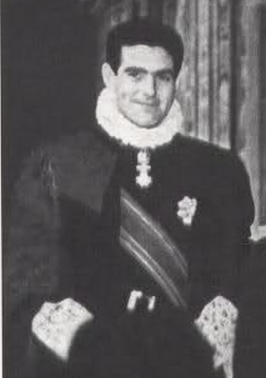
Il marchese Giulio Sacchetti (1926-2010)

La famiglia Sacchetti fu spesso insignita, almeno dal 1794, in alternanza ad altre famiglie nobili romane, della dignità di Foriere maggiore dei sacri palazzi apostolici, grazie alla quale fu inserita nel ristretto ceto dei Marchesi di baldacchino, che detenne fino al 1968, quando l'ultimo foriere, il marchese Giulio (1926-2010), per volontà di papa Paolo VI rimase a far parte di ciò che rimaneva della famiglia pontificia laica, come consultore e delegato speciale della Pontificia Commissione dello Stato della Città del Vaticano.

## Barberini-Sacchetti

Stemma dei Barberini-Sacchetti, principi di Palestrina

Donna Maria Barberini-Colonna di Sciarra (1872–1955), unica figlia del principe Enrico Barberini-Colonna di Sciarra e di Donna Teresa Orsini dei Duchi di Gravina, fu per successione al padre Principessa di Palestrina ed ultima erede legittima del suo casato.
Maria sposò a Roma il 21 novembre 1891 Don Luigi Sacchetti dei Marchesi di Castelromano (1863–1936), che assunse il cognome della moglie ed ottenne la successione dei titoli con Regio Decreto Italiano datato 28 giugno 1892 (Monza). Tramite la discendenza di Maria e Luigi, l'eredità dei Barberini è tuttora fiorente sotto la casata dei Barberini-Sacchetti.

## Marchesi di Castel Rigattini (1631) poi di Castelromano
- Matteo (1593 - 1659), I marchese di Castel Rigattini
- Giovanni Battista (1639 - 1688), II marchese di Castel Rigattini, figlio del precedente
- Matteo (1675 - 1744), III marchese di Castel Rigattini, permutato col titolo di I marchese di Castelromano, figlio del precedente
- Giovanni Battista (1707 - 1759), II marchese di Castelromano, figlio del precedente
- Giulio (1710 - 1782), III marchese di Castelromano, fratello del precedente
- Scipione (1767 - 1840), IV marchese di Castelromano, figlio del precedente
- Girolamo (1806 - 1864), V marchese di Castelromano, figlio del precedente
- Urbano (1835 - 1912), VI marchese di Castelromano, figlio del precedente
- Giovanni Battista (1893 - 1974)[5], VII marchese di Castelromano, nipote del precedente
- Giulio (1926 - 2010), VIII marchese di Castelromano, figlio del precedente
- Urbano (n. 1954), IX marchese di Castelromano[6], figlio del precedente

## Archivio
L'archivio privato della famiglia Sacchetti, dal 1203 al 1969, consiste in 179 pergamene, 100 buste e 700 tra volumi, registri, filze e cassette. La documentazione è ordinata per materia e ne esiste un inventario, con relativa rubrica.

### Annotazioni
1. ↑  Don Enrico Barberini-Colonna di Sciarra (1823–1889), IX principe di Palestrina, morì ultimo del suo casato poiché privo di eredi legittimi maschili. Tuttavia, tramite la sua unica figlia, Maria, che sposò Don Luigi Sacchetti, l'eredità dei Barberini poté continuare (e continua tuttora) nella casata dei Barberini-Sacchetti.

### Fonti
1. ↑   Giorgio Petrocchi ... et altri, Enciclopedia dantesca. vol 4 : N-Sam, Roma, Istituto della Enciclopedia italiana, 1984, SBN CFI0033495.
2. 1 2   Sacchetti, su SIUSA Sistema informativo degli archivi di Stato. URL consultato il 17 marzo 2018.
3. ↑   Carlo Pietrangeli (a cura di), Guide Rionali di Roma. Rione 5: Ponte, Roma, F.lli Palombi, 1970, SBN CFI0042096.
4. ↑   Giulio Sacchetti, Segreti romani, Roma, De Luca editori d'arte, 2005, SBN RMB0549810. A cura di Alvar González-Palacios; prefazione di Giulio Andreotti.
5. ↑   Andrea Cotticelli, 100 Anni di Giubileo: I Sacchetti e il Vaticano, una famiglia al servizio della Chiesa, su occhioviterbese.it, 10 dicembre 2024.
6. ↑   Urbano dei Marchesi Sacchetti, su geni_family_tree. URL consultato il 18 febbraio 2019.
7. ↑   Sacchetti (Fondo), su SIUSA Sistema informativo degli archivi di Stato. URL consultato il 17 marzo 2018.